# Klockmannit
Klockmannit ist ein selten vorkommendes Mineral aus der Mineralklasse der „Sulfide und Sulfosalze“. Es kristallisiert im hexagonalen Kristallsystem mit der chemischen Zusammensetzung CuSe und ist damit chemisch gesehen ein Kupferselenid, genauer Kupfer(II)-selenid.
Klockmannit ist in jeder Form undurchsichtig und kommt überwiegend in Form körniger Mineral-Aggregate von schiefergrauer, metallisch glänzender Farbe vor, wobei einige der Körner auch einen dünn- bis dicktafeliges Habitus annehmen können.

## Etymologie und Geschichte
Während seiner Zeit als Lehrstuhlinhaber an der Technischen Hochschule Aachen untersuchte Paul Ramdohr 1928 unter anderem auch das dort gelagerte Typmaterial des von Friedrich Klockmann als Umangit (Cu3Se2) aus der Sierra de Umango in der argentinischen Provinz La Rioja bezeichneten Minerals. Bei der erzmikroskopischen Analyse musste Ramdohr aber zu seinem Erstaunen feststellen, dass das Material weder die für Umangit als typisch beschriebene rötlichviolette Farbe noch dessen Zusammensetzung aufwies. Statt rötlichviolett zeigte das Mineral eine schieferartig graublaue Farbe und die Zusammensetzung wurde mit CuSe bestimmt. Neben der Aachener Mineralprobe bestand überdies auch ein Teil des „Umangits“ in den Sammlungen der Bergakademie Clausthal  aus der als neues Mineral erkannten Substanz.
Ramdohr entschied nach einiger Überlegung, dass die Klockmannsche Originalbeschreibung des Umangits mit der Zusammensetzung Cu3Se2 weiterbestehen sollte und wählte für das neue Mineral mit der Zusammensetzung CuSe den Namen Klockmannit anlässlich des 70. Geburtstags von Klockmann.

## Klassifikation
In der mittlerweile veralteten, aber noch gebräuchlichen 8. Auflage der Mineralsystematik nach Strunz gehörte der Klockmannit zur Mineralklasse der „Sulfide und Sulfosalze“ und dort zur Abteilung der „(Sulfide mit dem Stoffmengenverhältnis) Metall : Schwefel, Selen, Tellur = 1:1“, wo er zusammen mit Covellin, Idait und Nukundamit eine eigenständige Gruppe bildete.
Die seit 2001 gültige und von der International Mineralogical Association (IMA) verwendete 9. Auflage der Strunz'schen Mineralsystematik ordnet den Klockmannit in die Klasse der „Sulfide und Sulfosalze (Sulfide, Selenide, Telluride, Arsenide, Antimonide, Bismutide, Sulfarsenite, Sulfantimonite, Sulfbismuthite)“ und dort in die Abteilung der „Metallsulfide, M : S = 1 : 1 (und ähnliche)“ ein. Diese Abteilung ist allerdings weiter unterteilt nach dem in der Verbindung vorherrschenden Metallion, so dass das Mineral entsprechend seiner Zusammensetzung in der Unterabteilung „mit Kupfer (Cu)“ zu finden ist, wo es zusammen mit Covellin, Spionkopit und Yarrowit die „Covellingruppe“ mit der System-Nr. .CA.05 bildet.
Auch die Systematik der Minerale nach Dana ordnet den Klockmannit in die Klasse der „Sulfide und Sulfosalze“ und dort in die Abteilung der „Sulfidminerale“ ein. Hier ist er nur noch zusammen mit Covellin in der „Covellingruppe“ mit der System-Nr. 02.08.12 innerhalb der Unterabteilung „Sulfide - einschließlich Seleniden und Telluriden - mit der Zusammensetzung AmBnXp, mit (m+n):p=1:1“ zu finden.

## Kristallstruktur
Klockmannit kristallisiert isotyp mit Covellin (Kupferindig) im hexagonalen Kristallsystem in der Raumgruppe P63/mmc (Raumgruppen-Nr. 194) mit den Gitterparametern a = 3,94 Å und c = 17,25 Å sowie sechs Formeleinheiten pro Elementarzelle.

## Eigenschaften
An der Luft läuft Klockmannit rasch an und wird matt. In reflektierendem Licht zeigt das Mineral eine starke optische Anisotropie sowie starken Pleochroismus von bräunlichgrau zu grauweiß.

## Bildung und Fundorte
Klockmannit bildet sich durch hydrothermale Vorgänge in kupfer- und tellurhaltigen Lagerstätten, wo ist meist in Paragenese mit Berzelianit, Chalkomenit, Clausthalit, Crookesit, Eukairit und Umangit anzutreffen ist.
Als seltene Mineralbildung konnte Klockmannit nur an wenigen Fundorten nachgewiesen werden, wobei bisher rund 60 Fundorte als bekannt gelten. Neben seiner Typlokalität Sierra de Umango fand man das Mineral in Argentinien noch an mehreren Orten in der Provinz La Rioja sowie in der Sierra de Cacheuta in der Provinz Mendoza.
In Deutschland konnte Klockmannit in der Grube Krunkelbach bei Menzenschwand in Baden-Württemberg, in der Grube Christa bei Kirchenlamitz-Großschloppen im Fichtelgebirge und in Wölsendorf (Landkreis Schwandorf) in Bayern, an mehreren Orten im Harz in Niedersachsen und Sachsen-Anhalt, bei Alberoda im sächsischen Erzgebirge und bei Gera in Thüringen nachgewiesen werden.
Der bisher einzige bekannte Fundort in der Schweiz ist Weierfeld im Bezirk Rheinfelden im Kanton Aargau, wo das Mineral in Gesteinsproben einer Red-Bed-Lagerstätte aus dem Perm entdeckt wurde.
Weitere Fundorte sind unter anderem die Dianne Mine bei Dimbulah im australischen Bezirk Shire of Mareeba; die El Dragón Mine in der Provinz Antonio Quijarro in Bolivien, die Flamenco Mine in der chilenischen Región de Atacama (Chañaral), die Selenlagerstätte Yutangba im Bezirk Enshi (Hubei), die Uranlagerstätte Tamusu im rechten Alxa-Banner (Innere Mongolei) und die Silber-Kupferlagerstätte Luchang-Datongchang im Kreis Huili (Sichuan) in China, die Paukkajanvaara Mine bei Joensuu in Finnland, Kruth und Prévinquières (Aveyron) in Frankreich, mehrere Orte in den kanadischen Provinzen Ontario, Québec und Saskatchewan, die Shinkolobwe Mine in der Demokratischen Republik Kongo (Zaire), die Moctezuma Mine in Mexiko; Kletno in Polen, Valdemarsvik und Boliden in Schweden, Böhmen und Mähren in Tschechien sowie Hope's Nose nahe Torquay in England im Vereinigten Königreich.